# Jan Paluska
Jan Paluska, né le 23 juin 2005 à Karlovy Vary en Tchéquie, est un footballeur tchèque qui évolue au poste de défenseur central au Viktoria Plzeň.

## Biographie

### En club
Né à Karlovy Vary en Tchéquie, Jan Paluska commence le football au FK Ostrov basé dans sa ville natale, avant de rejoindre un autre club de la région, le FK Baník Sokolov, puis il poursuit sa formation au FC Viktoria Plzeň. 
Il fait sa première apparition en professionnel lors d'une rencontre de première division tchèque le 6 août 2023 contre le FC Baník Ostrava, lors de la troisième journée de la saison 2023-2024. Il est directement titularisé et son équipe l'emporte par trois buts à un,.
Le 29 février 2024, Paluska prolonge son contrat avec son club formateur, étant désormais lié au club jusqu'en juin 2027.
Après des débuts prometteurs, Paluska voit sa progression freinée par plusieurs blessures en 2023 et 2024. Il revient dans l'équipe première en jouant plus régulièrement à partir du début de l'année 2025. Il s'installe dans une défense centrale à trois où il est inclus dans la rotation, souvent positionné à la place de Svetozar Marković, son principal concurrent dans l'axe droit, avec Sampson Dweh au centre et Václav Jemelka à gauche.
Il joue son premier match en Ligue des Champions le 12 août 2025 face aux Rangers FC en étant directement titularisé. Son équipe l'emporte par deux buts à zéro ce jour-là,.

### En sélection
Jan Paluska représente la Tchéquie en sélection, commençant avec les moins de 17 ans. Il joue au total onze matchs avec cette sélection entre 2021 et 2022, et marque deux buts.
De 2022 à 2023 il joue avec les moins de 18 ans, faisant cinq apparitions au total.
En mai 2025, Jan Paluska est retenu avec l'équipe de Tchéquie espoirs par le sélectionneur Jan Suchopárek pour participer à l'Euro espoirs en 2025. Il est le plus jeune joueur de la liste.